# Trigonoptera nervosa
Trigonoptera nervosa es una especie de escarabajo longicornio del género Trigonoptera, tribu Tmesisternini, subfamilia Lamiinae. Fue descrita científicamente por Pascoe en 1867.

## Descripción
Mide 12,5-16 milímetros de longitud.

## Distribución
Se distribuye por Indonesia y Timor Oriental.